# Julien Guiomar
Julien Joseph Charles Marie Guiomar, född 3 maj 1928 i Morlaix, Bretagne, död 22 november 2010 i Monpazier, Nouvelle-Aquitaine, var en fransk skådespelare.

## Roller i urval
- 1966 – Kungen kommer tillbaka
- 1968 – Vintergatan
- 1969 – Byslinkan
- 1969 – Z – han lever
- 1970 – Borsalino
- 1973 – Egendom är inte längre stöld
- 1974 – Galen till tusen!
- 1975 – Mannen med nio ansikten
- 1976 – En fluga i soppan
- 1977 – Har du sett på fan!
- 1978 – Den stora fabriken
- 1984 – Carmen
- 1984 – Muta & kör!
- 1989 – Asterix – bautastenssmällen (röst)
- 1992 – Léolo